# Savska Cesta
 Savska Cesta  falu Horvátországban Zágráb megyében. Közigazgatásilag Vrbovechez tartozik.

## Fekvése
Zágrábtól 35 km-re északkeletre, községközpontjától 2 km-re délre fekszik.

## Története
A korábbi urasági birtok betelepülése 1910-ben kezdődött. 1910-ben 67 lakosa volt. Trianonig Belovár-Kőrös vármegye Kőrösi járásához tartozott. A lakosság növekedése az 1980-as években indult meg. 2001-ben 193 lakosa volt.

## Lakosság
| Lakosság változása | Lakosság változása | Lakosság változása | Lakosság változása | Lakosság változása | Lakosság változása | Lakosság változása | Lakosság változása | Lakosság változása | Lakosság változása | Lakosság változása | Lakosság változása | Lakosság változása | Lakosság változása | Lakosság változása |
| ------------------ | ------------------ | ------------------ | ------------------ | ------------------ | ------------------ | ------------------ | ------------------ | ------------------ | ------------------ | ------------------ | ------------------ | ------------------ | ------------------ | ------------------ |
| 1857               | 1869               | 1880               | 1890               | 1900               | 1910               | 1921               | 1931               | 1948               | 1953               | 1961               | 1971               | 1981               | 1991               | 2001               |
| 0                  | 0                  | 0                  | 0                  | 0                  | 67                 | 75                 | 59                 | 53                 | 61                 | 71                 | 107                | 147                | 164                | 193                |

## Külső hivatkozások
Vrbovec város hivatalos oldala